# Сульц-су-Форе (кантон)
Сульц-су-Форе (фр. Canton de Soultz-sous-Forêts) — упразднённый кантон на северо-востоке Франции, в регионе Эльзас, департамент Нижний Рейн, округ Висамбур. Площадь кантона Сульц-су-Форе составляла 150,56 км², количество коммун в составе кантона — 19, численность населения 20 272 человека (по данным INSEE, 2012), при средней плотности 135 жителей на квадратный километр (км²).

## Географическое положение
Кантон граничит на севере с кантоном Висамбур, на западе с кантоном Вёрт, на востоке с кантоном Сельц, на юге с округом Агно.

## История
Кантон был основан 4 марта 1790 года в ходе учреждения департаментов как часть бывшего «района Висамбур».
Официальная дата создания кантона — 1793 год. С созданием округов 17 февраля 1800 года, кантон по-новому переподчиняется в качестве части округа Висамбур.
В составе Германской империи с 1871 по 1919 год существовал имперский район Вайссенбург (Kreis Weißenburg) в пределах имперской провинции Эльзас-Лотарингии без разбиений на города и общины.
С 28 июня 1919 года кантон Сульц-су-Форе снова становится частью округа Висамбур.
С 1940 по 1945 год территория была оккупирована гитлеровской Германией.
До административной реформы 2015 года в состав кантона входило 19 коммун. По закону от 17 мая 2013 и декрету от 18 февраля 2014 года количество кантонов в департаменте Нижний Рейн уменьшилось с 44 до 23. Новое территориальное деление департаментов на кантоны вступило в силу во время выборов 2015 года. После реформы кантон был упразднён.

## Консулы кантона
| Период    | Консул              | Должность                                      |
| --------- | ------------------- | ---------------------------------------------- |
| 1945—1951 | Albert Schneller    |                                                |
| 1951—1982 | Frédéric Schiellein | Мэр коммуны Мерквиллер-Пешельбронн (1945—1977) |
| 1982—1988 | Charles Goetzmann   | Мэр коммуны Бетшдорф (1969—1983)               |
| 1988—2015 | Jean-Laurent Vonau  | Консул коммуны Сульц-су-Форе                   |

## Состав кантона
До марта 2015 года кантон включал в себя 19 коммун:
| Код INSEE | Коммуна                | Французское название    | Почтовый индекс | Площадь, км² | Население (2013) | Плотность, чел/км² |
| --------- | ---------------------- | ----------------------- | --------------- | ------------ | ---------------- | ------------------ |
| 67012     | Ашбак                  | Aschbach                | 67250           | 4,32         | 688              | 159,3              |
| 67104     | Драшенброн-Бирленбак   | Drachenbronn-Birlenbach | 67160           | 7,13         | 877              | 123,0              |
| 67184     | Аттен                  | Hatten                  | 67690           | 18,91        | 1935             | 102,3              |
| 67206     | Оффен                  | Hoffen                  | 67250           | 9,45         | 1155             | 122,2              |
| 67213     | Унспак                 | Hunspach                | 67250           | 5,49         | 651              | 118,6              |
| 67221     | Энгольсайм             | Ingolsheim              | 67250           | 4,46         | 284              | 63,7               |
| 67232     | Кеффенак               | Keffenach               | 67250           | 2,39         | 197              | 82,4               |
| 67254     | Кютсенозен             | Kutzenhausen            | 67250           | 7,2          | 904              | 125,6              |
| 67271     | Лобсанн                | Lobsann                 | 67250           | 2,73         | 627              | 229,7              |
| 67288     | Меммельсоффен          | Memmelshoffen           | 67250           | 1,82         | 327              | 179,7              |
| 67290     | Мерквиллер-Пешельбронн | Merkwiller-Pechelbronn  | 67250           | 3,76         | 953              | 253,5              |
| 67339     | Бетшдорф               | Betschdorf              | 67660           | 28,11        | 4119             | 146,5              |
| 67349     | Оберрёдерн             | Oberroedern             | 67250           | 5,0          | 547              | 109,4              |
| 67394     | Ретшвиллер             | Retschwiller            | 67250           | 3,26         | 275              | 84,4               |
| 67404     | Риттерсоффен           | Rittershoffen           | 67690           | 12,13        | 899              | 74,1               |
| 67455     | Шёненбург              | Schoenenbourg           | 67250           | 5,47         | 684              | 125,1              |
| 67474     | Сульц-су-Форе          | Soultz-sous-Forêts      | 67250           | 15,15        | 3035             | 200,3              |
| 67484     | Стюндвиллер            | Stundwiller             | 67250           | 3,32         | 472              | 142,2              |
| 67487     | Сюрбур                 | Surbourg                | 67250           | 10,46        | 1643             | 157,1              |

В результате административной реформы в марте 2015 года кантон был упразднён. Три коммуны (Кютсенозен, Лобсанн и Мерквиллер-Пешельбронн) переданы в состав вновь созданного кантона Рейшсоффен (округ Агно-Висамбур), остальные 16 коммун передано в состав кантона Висамбур (округ Агно-Висамбур).